# Mis Manos Tour

## Fechas
| Fecha.                   | Ciudad                     | País                 | Recinto                                  |
| ------------------------ | -------------------------- | -------------------- | ---------------------------------------- |
| Europa                   |                            |                      |                                          |
| 7 de julio de 2021       | Murcia                     | España               | Estadio Enrique Roca de Murcia           |
| 8 de julio de 2021       | Valencia                   | España               | Auditorio Marina Sur                     |
| 10 de julio de 2021      | Chiclana de la Frontera    | España               | Poblado de Sancti Petri                  |
| 11 de julio de 2021      | Chiclana de la Frontera    | España               | Poblado de Sancti Petri                  |
| 13 de julio de 2021      | Benicàssim                 | España               | Recinto de Festivales de Benicàssim      |
| 15 de julio de 2021      | Santiago de Compostela     | España               | Monte do Gozo                            |
| 16 de julio de 2021      | Marbella                   | España               | Auditorio Starlite                       |
| 17 de julio de 2021      | Marbella                   | España               | Auditorio Starlite                       |
| 18 de julio de 2021      | Marbella                   | España               | Auditorio Starlite                       |
| 20 de julio de 2021      | Mallorca                   | España               | Trui Son fusteret                        |
| 22 de julio de 2021      | Tarragona                  | España               | Tarraco Arena                            |
| 27 de agosto de 2021     | Huelva                     | España               | Plaza de Toros La Merced                 |
| 2 de septiembre de 2021  | Las Palmas de Gran Canaria | España               | Gran Canaria Arena                       |
| 3 de septiembre de 2021  | Las Palmas de Gran Canaria | España               | Gran Canaria Arena                       |
| 5 de septiembre de 2021  | Madrid                     | España               | WiZink Center                            |
| 8 de septiembre de 2021  | Barcelona                  | España               | Estadio Olímpico Lluís Companys          |
| 11 de septiembre de 2021 | Mérida                     | España               | Teatro Romano de Mérida                  |
| 12 de septiembre de 2021 | Mérida                     | España               | Teatro Romano de Mérida                  |
| 15 de septiembre de 2021 | Granada                    | España               | Plaza de Toros de Granada                |
| 16 de septiembre de 2021 | Sevilla                    | España               | Estadio de La Cartuja                    |
| 17 de septiembre de 2021 | Avilés                     | España               | Pabellón de Exposiciones de La Magdalena |
| 18 de septiembre de 2021 | Bilbao                     | España               | Bilbao Arena                             |
| 21 de septiembre de 2021 | Pamplona                   | España               | Navarra Arena                            |
| 24 de septiembre de 2021 | Zúrich                     | Suiza                | Halle 622                                |
| 25 de septiembre de 2021 | Milán                      | Italia               | Fabrique                                 |
| 30 de septiembre de 2021 | Londres                    | Reino Unido          | O2 Empire Shepherds Bush                 |
| 1 de octubre de 2021     | París                      | Francia              | La Cigale                                |
| 3 de octubre de 2021     | Berlín                     | Alemania             | Columbiahalle                            |
| Norteamérica             |                            |                      |                                          |
| 21 de octubre de 2021    | Miami                      | Estados Unidos       | The Fillmore Miami Beach                 |
| 22 de octubre de 2021    | Miami                      | Estados Unidos       | The Fillmore Miami Beach                 |
| 24 de octubre de 2021    | Atlanta                    | Estados Unidos       | Coca-Cola Roxy                           |
| 29 de octubre de 2021    | Rosemount                  | Estados Unidos       | Rosemount Theatre                        |
| 31 de octubre de 2021    | Orlando                    | Estados Unidos       | Hard Rock Live Orlando                   |
| 6 de noviembre de 2021   | Fairfax                    | Estados Unidos       | EagleBank Arena                          |
| 7 de noviembre de 2021   | New York                   | Estados Unidos       | The Town Hall                            |
| 12 de noviembre de 2021  | El Paso                    | Estados Unidos       | The Plaza Theatre Performing Arts Center |
| 13 de noviembre de 2021  | Grand Prairie              | Estados Unidos       | Texas Trust CU Center                    |
| 14 de noviembre de 2021  | Mc Allen                   | Estados Unidos       | Mc Allen Performing Arts Center          |
| 15 de noviembre de 2021  | Nueva York                 | Estados Unidos       | Rockwood Music Hall                      |
| 18 de noviembre de 2021  | San Diego                  | Estados Unidos       | Humphreys Concerts By the Bay            |
| 20 de noviembre de 2021  | Hollywood                  | Estados Unidos       | Dolby Theatre                            |
| 21 de noviembre de 2021  | San Jose                   | Estados Unidos       | San José Civic                           |
| América Latina           |                            |                      |                                          |
| 3 de diciembre de 2021   | San Juan                   | Puerto Rico          | Coca-Cola Music Hall                     |
| 4 de diciembre de 2021   | San Juan                   | Puerto Rico          | Coca-Cola Music Hall                     |
| 7 de diciembre de 2021   | Santo Domingo              | República Dominicana | Teatro Nacional                          |
| 8 de diciembre de 2021   | Santo Domingo              | República Dominicana | Teatro Nacional                          |
| 9 de diciembre de 2021   | Bogotá                     | Colombia             | Movistar Arena                           |
| 10 de diciembre de 2021  | Bogotá                     | Colombia             | Movistar Arena                           |
| 13 de diciembre de 2021  | Buenos Aires               | Argentina            | Estadio Luna Park                        |
| 14 de diciembre de 2021  | Buenos Aires               | Argentina            | Estadio Luna Park                        |
| 15 de diciembre de 2021  | Buenos Aires               | Argentina            | Estadio Luna Park                        |
| 16 de diciembre de 2021  | Buenos Aires               | Argentina            | Estadio Luna Park                        |
| Norteamérica             |                            |                      |                                          |
| 17 de diciembre de 2021  | Miami                      | Estados Unidos       | FTX Arena                                |
| 27 de diciembre de 2021  | Monterrey                  | México               | Arena Monterrey                          |
| 28 de diciembre de 2021  | Ciudad de México           | México               | Auditorio Nacional                       |
| 29 de diciembre de 2021  | Ciudad de México           | México               | Auditorio Nacional                       |
| 31 de marzo de 2022      | Ciudad de México           | México               | Auditorio Nacional                       |
| 1 de abril de 2022       | Guadalajara                | México               | Auditorio Telmex                         |
| 3 de abril de 2022       | Monterrey                  | México               | Arena Monterrey                          |
| Europa                   |                            |                      |                                          |
| 12 de junio de 2022      | Pamplona                   | España               | Navarra Arena                            |
| 16 de junio de 2022      | Mérida                     | España               | Estadio Romano José Fouto                |
| 18 de junio de 2022      | Sevilla                    | España               | Estadio de La Cartuja                    |
| 19 de junio de 2022      | Córdoba                    | España               | Plaza de Toros Los Califas               |
| 25 de junio de 2022      | Madrid                     | España               | WiZink Center                            |
| 26 de junio de 2022      | Barcelona                  | España               | Palau Sant Jordi                         |
| 7 de julio de 2022       | Zaragoza                   | España               | Pabellón Príncipe Felipe                 |
| 9 de julio de 2022       | Las Palmas                 | España               | Estadio de Gran Canaria                  |
| 13 de julio de 2022      | Roquetas de Mar            | España               | Plaza de Toros de Roquetas de Mar        |
| 14 de julio de 2022      | Roquetas de Mar            | España               | Plaza de Toros de Roquetas de Mar        |
| 16 de julio de 2022      | Murcia                     | España               | Plaza de Toros La Condomina              |
| 17 de julio de 2022      | Valencia                   | España               | Auditorio Marina Sur                     |
| 19 de julio de 2022      | Palma                      | España               | Recinto Multifuncional Son Fusteret      |
| 21 de julio de 2022      | La Coruña                  | España               | Coliseum da Coruña                       |
| 23 de julio de 2022      | Baracaldo                  | España               | BEC! Bizkaia Arena                       |
| 27 de julio de 2022      | Madrid                     | España               | WiZink Center                            |
| 30 de julio de 2022      | Chiclana de la F.          | España               | Poblado de Sancti Petri                  |
| 2 de agosto de 2022      | Marbella                   | España               | Auditorio Starlite                       |